# ريتشارد بتروشكا
ريتشارد بتروشكا (بالسلوفاكية: Richard Petruška)‏ مواليد 25 يناير 1969 في ليفيتسا، تشيكوسلوفاكيا، هو لاعب كرة سلة محترف سلوفاكي معتزل بدأ مسيرته الاحترافية في سنة 1988. تم اختياره من قبل فريق هيوستن روكتس خلال الدرافت، وحمل الرقم 3. يبلغ طوله 6 قدم 10 بوصة (2.1 م). اعتزل اللعب في 2003.

## فرق لعب لها
- هيوستن روكتس
- بالاكانسترو فاريزي
- غلطة سراي لكرة السلة
- بالونكيستو مالقا
- ساسكي باسكونيا
- أورلاندينا باسكيت
- باسكت سرقسطة 2002

## روابط خارجية
- ريتشارد بتروشكا على موقع الاتحاد الدولي لكرة السلة (الإنجليزية)
- ريتشارد بتروشكا على موقع إن بي أي (الإنجليزية)
- ريتشارد بتروشكا على موقع سبورتس رفرنس (الإنجليزية)
- ريتشارد بتروشكا على موقع الدوري الإسباني لكرة السلة (الإسبانية)
- ريتشارد بتروشكا على موقع كرة السلة الأوروبية.كوم (الإنجليزية)
- ريتشارد بتروشكا على موقع كلية كرة السلة في سبورتس رفرنس.كوم (الإنجليزية)
- ريتشارد بتروشكا على موقع ريلجم (الإنجليزية)
- ريتشارد بتروشكا على موقع بروبوليرز (الإنجليزية)
- ريتشارد بتروشكا على موقع سبورتس رفرنس (الإنجليزية)